# Villa Le Piazzole
Villa Le Piazzole è una dimora storica fiorentina, situata all'angolo tra via San Matteo in Arcetri e via Suor Maria Celeste, ad Arcetri (Firenze).

## Storia
La villa era, fin dal XV secolo, della famiglia Acciaioli, dai quali passò ai Grazzini di Staggia. Nel 1661 la villa la comprarono gli Artini, i quali nel 1669 la cedettero al senatore Pier Francesco de' Ricci.
La villa presenta un bel portale in bozze di pietra sormontato dallo stemma degli Acciaiuoli, esso si immette in un giardino limitrofo che un tempo era arricchito da piccole fontane, i cui zampilli uscivano da teste di lupo e da putti in terracotta oggi andati perduti. Ancora ben conservato è invece il pozzo, decorato con formelle in terracotta raffiguranti delle ragazze intente a fare il bagno, ed una colonna, sopra la quale si erge un pavone, anch'esso in terracotta.
A fianco all'abitazione, si trova una cappella privata, dalla facciata barocca, che contrasta con la facciata sobria della villa.